# Jacques-Henri Lartigue
Jacques-Henri Lartigue (* 13. Juni 1894 in Courbevoie, Frankreich; † 12. September 1986 in Nizza, Frankreich) war ein französischer Fotograf und Maler, der erst in den 1960er Jahren entdeckt wurde.

## Leben

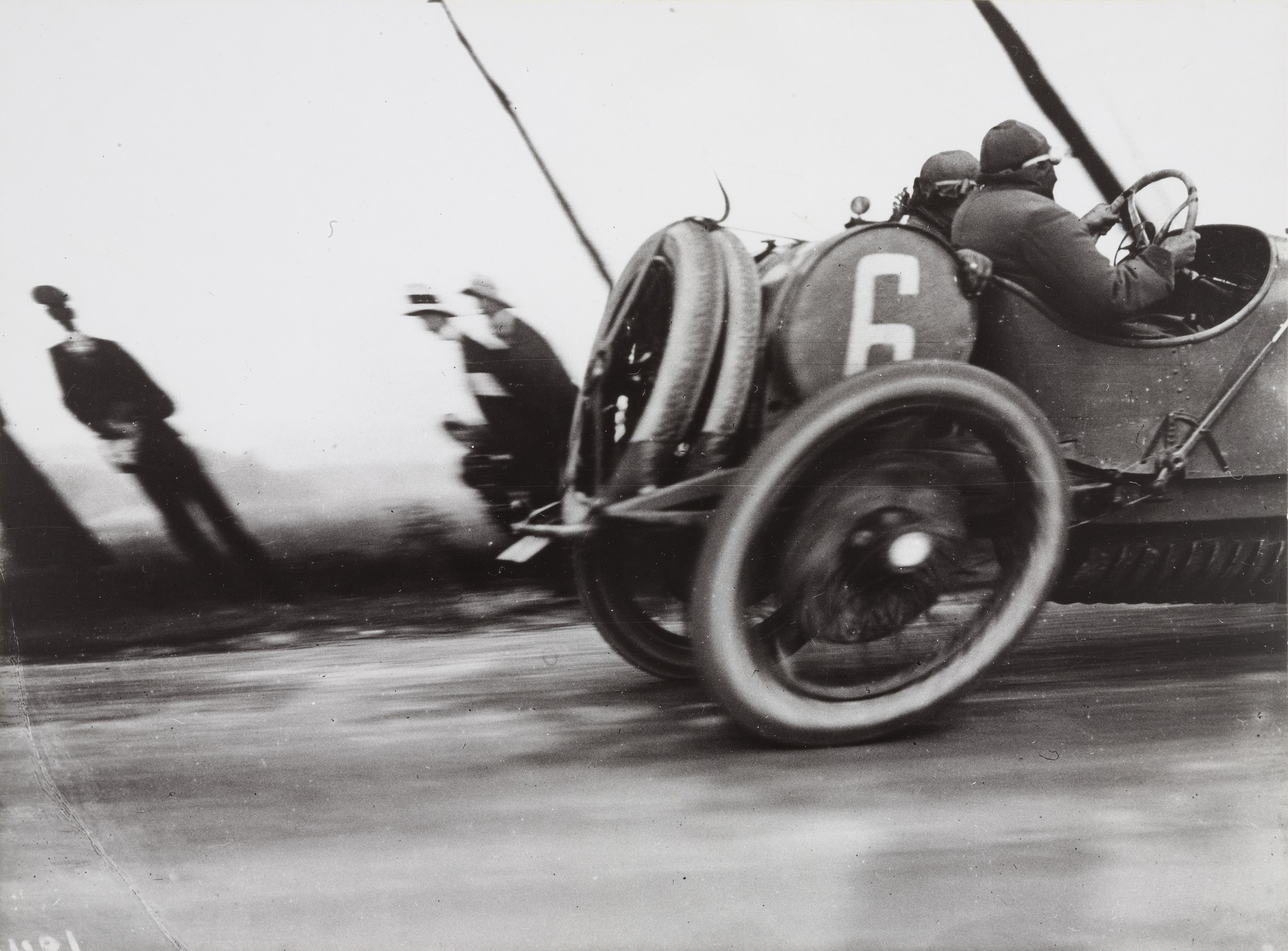
Jacques-Henri Lartigue: Automobil Delage at the Grand Prix ACF, 1912

Als kleiner Junge erhielt er vom Vater eine Kamera. Seine Fotografien zeichnen sich dank seiner Unbekümmertheit als Amateurfotograf durch große Lebendigkeit aus. Lartigue zählt zu den Ersten, die Momentaufnahmen realisierten. Julian Barnes, der Lartigue ein essayistisches Porträt gewidmet hat, zitiert ihn: „Auf die Frage, wie er den ‚entscheidenden Moment‘ finde (...) antwortete er: ‚Den findet man, bevor man darüber nachdenken kann.‘“
Seine große Faszination galt der Bewegung, dem Sport, Fluggeräten und dem Autorennen wie dem Grand Prix de l’Automobile Club de France (ACF). Hier gelang Lartigue im Jahr 1912 ein Foto, das inzwischen als Metapher für das Tempo des technischen Zeitalters steht. Ganz offensichtlich zog Lartigue die Kamera mit, als der Rennwagen vorbeischoss. Die elliptische Verformung der Hinterräder wird durch den horizontalen Schlitzverschluss erklärt.
Er schenkte dem Bild lange Zeit keine Beachtung, bis er 1962 den damaligen Direktor des Museum of Modern Art, John Szarkowski, kennenlernte. Die im Jahr darauf von Szarkowski initiierte Ausstellung, war die erste öffentliche Präsentation seines Werks, in der auch das Grand Prix-Foto gezeigt wurde. Außerdem erschien es in Life-Magazin im Rahmen eines Portfolios, das sich auf Fotografien aus den 1910er Jahren konzentrierte. Da in der gleichen Ausgabe auch über die Ermordung John F. Kennedys berichtet wurde, fand das Heft reißenden Absatz.

## Ausstellungen
Alle Ausstellungen zum Werk Jacques Henri Lartigues nach seiner Schenkung an den französischen Staat 1979 sind von der Association des amis de Jacques-Henri Lartigue organisiert und präsentiert worden.
- 1955: Galerie d'Orsay, Paris
- 1963: The Photographs of Jacques Henri Lartigue, kuratiert von John Szarkowski, Museum of Modern Art, New York
- 1975: Lartigue 8 x 80, kuratiert von Michel Frizot,  Musée des Arts décoratifs, Paris
- 1980–1995: Bonjour Monsieur Lartigue, Wanderausstellung mit 155 Fotografien, zunächst in den Galeries nationales du Grand Palais, Paris, bis 1995 an 16 weiteren Orten in Frankreich, Europa und in Tunesien
  - 1982, 1986:  auf 125 Exponste reduzierte Version in den USA, im International  Center of Photography in  New York und vier weiteren Stationen, 1986 in Tokio und Osaka.
- 1981–1997: Vingt années de découverte à travers l'œuvre de Jacques-Henri Lartigue, als permanente Ausstellung im Grand Palais des Champs-Elysées, Paris, Wanderausstellungen in Rom, Zürich, Brive und Kopenhagen, 1988 in  Ostberlin, Rostock  und Halle, 1989–1991 durch Westdeutschland mit zehn Stationen, 1994–1997 durch Frankreich (vier Stationen)
- 1984:Pages d'Albums 1919–1922, 59 Exponate, Grand Palais, Paris
  - 1986, Musée d'Elysée, Lausanne, zeitgleich mit Vingt années... im Helmhaus, Zürich, kuratiert von Walter Binder, Stiftung der Photographie Schweiz
  - 1989 als Rétrospective d'un amateur génial, Kunstforeningen, Kopenhagen, zusammen mit Vingt années...
- 1985: Le Passé composé. Les 6 x 13 de Jacques Henri Lartigue, 57 Fotografien, kuratiert von Michel Frizot, Sammlung Photo Copies, Centre national de la Photographie im Grand Palais, Paris,  und Musée Réattu, Arles
  - 1986–1996: Stationen im Museum of Modern Art, New York, und neun weiteren  Stationen in Nordamerika, außerdem in Osaka, Rom, Algier, Lissabon, Bath, Lunéville, Almeria und Granada
- 2003: Lartigue, l'album d'une vie 1894–1986, kuratiert von Martined'Astier,  Quentin Bajac und Alain Sayag, Sammlung L'œuvre photographique, Centre Georges-Pompidou,  Paris
  - 2004: Jacques Henri Lartigue,  Album of a Century, Photographs 1901–1986, Hayward Gallery,  London
- 2008: La Belle Époque, Photographs  by Jacques Henri Lartigue, Kunstmuseum, Guangdong
- 2010: Un mundo flotante, fotografías de Jacques Henri Lartigue, Fundación La Caixa, Barcelona
- 2013: Ueda Shoji & : Play with Photography, Städtisches Museum der Fotografie, Tokio
- 2015: Lartigue, la vie en couleur, Maison Européenne de la Photographie, Paris[3]

## Eigene und monografische Veröffentlichungen
Die nur auf Französisch publizierten Tagebuchauszüge sind hier integriert, da auch andere Veröffentlichungen häufig Zitate aus seinen Tagebüchern neben originalen Texten und Gesprächen enthalten. Mit Ausnahme des MoMA-Katalogs und der großen Monografie Le choix du bonheur von 1992, sind alle angegebenen Veröffentlichungen, wenn sie nicht auf Deutsch erschienen, zumindest auf Französisch und Englisch herausgegeben worden.
- John Szarkowski: The Photographs of Jacques Henri Lartigue, Ausstellungskatalog, The Museum of Modern Art, New York 1963 (englisch).
- Les photographies de Jacques Henri Lartigue, Text von Jean Fondin, Ami, Guichard/Edita, Lausanne 1966.
  - Englischsprachige Ausgabe: Boyhood Photos of Jacques Henri Lartigue. The Family Album of a Gilded Age, Guichard Time Life Books, New York.
- Richard Avedon (Hrsg.): Jacques Henri Lartigue – Phototagebuch unseres Jahrhunderts, Bucher, Luzern 1971.
  - Amerikanische Originalausgabe: Jacques Henri Lartigue – Diary of a Century, Viking, New York 1970 (Druck durch Bucher, Luzern).
  - Englische Ausgabe: Weidenfeld & Nicolson, London 1971.
  - Franz. Ausgabe: Instants de ma vie, Chêne, Paris 1978.
- Jacques Henri Lartigue et les femmes, Fotografien mit Anmerkungen von Lartigue, Chêne, Paris 1973.
  - Englischsprachige Ausgaben: Studio Vista, London und Dutton, New York, 1974.
- Mémoires sans mémoire, erste Auszüge aus seinen Tagebüchern mit einem Vorwort  von Michel Tournier, Robert Laffont, Paris 1975 (französisch).
- L'Émerveillé, écrit à mesure 1923–1931, Tagebuchauszüge, Stock, Paris 1981 (französisch).
- Georges Herscher (Hrsg.): Jacques-Henri Lartigue. Autochrome, frühe Farbphotos 1912–1927, mit einem Gespräch zwischen Herscher und Lartigue, sowie einem Text von Gerd Koshofer, Swan, Kehl am Rhein 1981, ISBN 3-88230-020-5.
  - Franz. OA: Les Autochromes de J. H. Lartigue, Ed. Herscher, Paris 1980.
  - Engl. Ausgaben: Viking, New York und Ash & Grant, London, 1981.
- L'Émerveillé, écrit à mesure 1932–1985, Tagebuchauszüge, Carrère-Lafon, Paris 1986 (französisch).
- Jacques-Henri Lartigue Album, Katalog für Ausstellungen in Zürich und Lausanne, Konzeption von Walter Binder, mit einem Vorwort von Charles-Henri Favrod und einer Biografie sowie Chronologie von Elvire Perego, Benteli, Bern 1986, ISBN 3-7165-0535-8 (deutsch/französisch).
- Jacques Henri Lartigue. Le choix du bonheur, Collection Donations Nr. 6, mit Texten von Richard Avedon,  Shelley Rice und John Szarkowski,  Association des amis de Jacques Henri Lartigue/La Manufacture, Paris 1992
- Jacques-Henri Lartigue – Photograph, konzipiert von Robert Delpire, Einleitung von Vicky Goldberg, Christian Brandstätter, Wien/München 1998, ISBN 3-85447-834-8.
  - Franz. OA: Nathan, Paris 1998.
- Martined'Astier,  Quentin Bajac und Alain Sayag: Lartigue, l'album d'une vie 1894–1986, Ausstellungskatalog, Centre Georges-Pompidou/Seuil,  Paris 2003.
  - Engl. Ausg.: Jacques Henri Lartigue,  Album of a Century, Photographs 1901–1986, Hayward Gallery, London 2004.
- Kevin Moore: Jacques Henri Lartigue. The Invention of an Artist, Princeton University Press, Princeton (NJ) 2004.
  - Franz. Ausg.: Jacques Henri Lartigue. L'invention d'un artiste, Textuel, Paris 2012.
- Martine d'Astier, Martine Ravache: Lartigue. Das Leben ist bunt, autorisierte deutsche Ausgabe, mit einem Auszug aus dem Gespräch mit Herscher, Schirmer/Mosel, München 2016, ISBN 978-3-8296-0749-0.
  - Franz. OA: Lartigue.  La vie en couleurs, Seuil, Paris 2016.